# Чабан Олександр Васильович
Олекса́ндр Васи́льович Ча́бан (*23 січня 1958, Москва, РРФСР, СРСР — †2 жовтня 2005, там також) — радянський і російський актор театру і кіно. Заслужений артист Росії (1997).

## Життєпис
Народився 23 січня 1958 року в Москві. У 1979 році закінчив Лгитмик (факультет драматичного мистецтва, педагоги — А. І. Кацман, Л. А. Додін).
Грав в Томському обласному Театрі юного глядача, Петербурзькому Молодіжному театрі на Фонтанці, Петербурзькому Театрі сатири на Василівському, в Театрі імені Ленсовета.
Зіграв першу роль у фільмі «Пізні побачення»(1980). Одна із найвідоміших ролей — Назаров із серіалу «Бандитський Петербург».
Заслужений артист РФ (1997).

### Смерть
Актор помер 2 жовтня 2005 на 48-му році життя.
Чабан пропав незадовго до прем'єри телесеріалу «Майстер і Маргарита». Він був знайдений мертвим у своїй квартирі. Обставини смерті невідомі. Чабан став першою жертвою «прокляття» «Майстра і Маргарити».
Похований на Смоленському кладовищі Санкт-Петербурга.

## Театральні роботи

### Молодіжний театр на Фонтанці
«Качине полювання» за п'єсою А.Вампілова — Зілов (1988)
«Яка музика була, яка музика звучала …» — учасник спектаклю (режисер Юхим Падва, 1985)
«Із записок парубка (Гравець)» за романом Достоєвського — Олексій Іванович (1985)
«Люди і миші»
«Звучала музика в саду» спектакль-концерт (1984)
«П'ять кутів» за п'єсою С.Коковкіна

### Театр Сатири на Василівському
«Той цей світ» (режисер Вл. Туманов)

## Фільмографія

### Актор
1. 1980 — Пізні побачення — Михайло

1. 1982 — З тих пір, як ми разом
2. 1983 — Торпедоносці — епізод
3. 1992 — Зал очікування(короткометражний)
4. 1993 — Таємниця королеви Анни, або Мушкетери тридцять років потому — епізод
5. 1999 — Вулиці розбитих ліхтарів 2 — Валера Сергєєв
6. 2000 — Таємниці слідства
7. 2000 — Тілець
8. 2001 — Крот — майор Петров
9. 2001 — Бандитський Петербург. Фільм 3. Крах Антибіотика — Аркадій Сергійович Петров
10. 2001 — Кобра. Антитерор
11. 2002 — Любов імператора — Костянтин
12. 2002 — Російський ковчег — Борис Петровський
13. 2003 — Жіночий роман — епізод
14. 2003 — Мангуст
15. 2005 — Ментівські війни — Мутний
16. 2005 — Майстер і Маргарита — слідчий

### Дубляж
1. 1983 — Будинок під місяцем

### Фільми-спектаклі
1. 1983 — Чорний гардемарин
2. 1986 — Алло, Ви помилилися номером